# Talladega Superspeedway
Le Talladega Superspeedway (initialement dénommé l'Alabama International Motor Speedway ou AIMS) est un circuit automobile de type tri-ovale utilisé par la NASCAR et situé au nord de la ville de Talladega dans l'État d'Alabama aux États-Unis.
Le circuit a été implanté sur l'ancienne base aérienne d'Anniston de la petite ville de Lincoln. La piste est construite en 1969 par l'International Speedway Corporation, une entreprise contrôlée par la famille France (en). Le circuit accueille actuellement des courses de NASCAR Cup Series, de NASCAR Xfinity Series et de NASCAR Camping World Truck Series.
Talladega est le plus long des circuits NASCAR : 2,66 milles (4,28 kilomètres), similaire au Daytona International Speedway lequel a une longueur de 2,5 milles (4,02 kilomètres).
À son apogée, l'infrastructure pouvait accueillir 175 000 spectateurs. Actuellement il peut accueillir 80 000 spectateurs.
La ligne de départ est, à l'inverse de tous les autres circuits, placée après la sortie des stands ; cet emplacement inhabituel a affecté l'issue de nombre de courses. Le circuit, adjacent à l'autoroute Interstate 20, est visible de celle-ci.

## L'histoire
Pendant les années 1960, William France Sr. (en) était désireux de construire un circuit plus long et plus rapide que le Daytona International Speedway. Après avoir échoué dans les négociations avec le gouvernement local du Comté d'Orange en Caroline du Nord pour la construction sur le site de l'Occoneechee Speedway (en), il tente de trouver un nouvel endroit. Après avoir échoué à trouver un emplacement dans la région de Raleigh, il prospecte entre Atlanta et Birmingham le long de l'autoroute Interstate 20. Le 23 mai 1968, il fixera son choix sur un ancien aérodrome qu'il va transformer en circuit automobile. Celui-ci sera dénommé l'Alabama International Motor Speedway pendant les vingt premières années jusqu'à ce qu'il soit rebaptisé en 1998 le Talladega Superspeedway.
La piste est inaugurée le 13 septembre 1969. Les travaux auront coûté 4 millions de $. La première course sera à nulle autre pareille puisque tous les pilotes titulaires devront abandonner à la suite de problème d'usure des pneus. France autorise les pilotes remplaçants et c'est finalement Richard Brickhouse (en) qui remporte la course. Après cette première course, Talladega va accueillir chaque année deux courses de NASCAR Cup Series dont la seconde fait partie des 10 courses de la Chase déterminant le champion national. Depuis son inauguration la piste a été rénovée à quatre reprises. De nombreux pilotes y gagneront leur première course de carrière en NASCAR comme Larry Schild Sr., Richard Brickhouse, Brian Vickers et Brad Keselowski.
Une piste de route intérieure de 4 milles (6,437 km) a été opérationnelle jusqu'en 1983. Dans les années 1970, six courses du championnat GT  IMSA se déroulent sur le circuit y compris une course de 6 heures en 1978.
En mai 2006, la piste et son tablier sont refaits. Les travaux débutent le 1er mai et se terminent le 18 septembre.
La première course sur le nouveau revêtement fut une course de NASCAR Camping World Truck Series le 7 octobre.
En décembre 2013, l'International Speedway Corporation annonce la démolition des 18 000 sièges de la tribune Allison située le long de la ligne droite arrière, réduisant la capacité totale du circuit à 80 000 places assises. La ligne droite arrière longue de 4 000 pieds (1 219,2 m) est renommée l'Alabama Gang (en) Superstretch pour la course Aaron's 499 du printemps 2014.

## Le Big One
Article détaillé : Le Big One (en)
Des vitesses supérieures à 200 milles (321,87 km) à l'heure sont courantes à Tallageda. Le circuit détient le record de vitesse par un véhicule NASCAR sur un circuit fermé ovale : 216,309 milles (348,116 km) à l'heure par Rusty Wallace le 9 juin 2004. Wallace a parcouru la piste de 2,66 milles (4,28 km) en 44,270 secondes dépassant l'ancien record de Bill Elliott (212,809 milles (342,48 km)) de 1987, mais le temps de Wallace ne remplace celui d'Elliot puisque son temps n'avait pas été réalisé lors d'un événement organisé par la NASCAR (il a été réalisé lors d'un test radio). Buddy Baker fut le premier pilote à passer la barre des 200 miles, en roulant à 200,447 milles (322,588 km) lors d'une séance d'essais effectuée le 24 mars 1970. Sa voiture fut entièrement inspectée par la NASCAR qui avalisa le record, la vitesse ayant été chronométré par les appareils officiels de Bill Gazaway. Le record de Baker fut établi au volant de la Chrysler Charger Daytona no 88 spécialement développée par Chrysler. Celle-ci est actuellement en cours de restauration à Detroit, après avoir été retrouvée à la fin des années 1990 dans l'Iowa. Benny Parsons fut le premier pilote à se qualifier à plus de 200 milles (321,87 km)/h en 1988 avec une vitesse de 200,176 milles (322,152 km) à l'heure.
En mai 1987, la voiture de Bobby Allison est touchée par les débris d'un moteur ayant explosé, déchire son pneu arrière droit et traverse la piste vers l'extérieur. La voiture projetée en l'air endommage une partie des grillages de protection extérieurs, toutefois sans parvenir à les franchir ne pénétrant pas dans l'espace réservé aux spectateurs. Après cet accident, la NASCAR impose des changements de règles pour ralentir les voitures dont celle imposant depuis 1988 que les voitures y circulent, ainsi qu'à Daytona, à nouveau avec des plaques de restriction. La raison la plus fréquemment citée pour le retour de ces plaques était la crainte que les vitesses sans cesse croissantes ne surpassent les capacités de résistance des pneus disponibles à l'époque. Les défaillances des pneus avaient en effet entraîné de graves accidents. Les plaques limitent la quantité d'air et de carburant entrant dans les collecteurs d'admission du moteur, réduisant considérablement la puissance des voitures et donc leur vitesse. Cela a conduit à un style de course extrêmement compétitif à Talladega et à Daytona. L'accident d'Allison est très similaire à celui de Carl Edwards lors de l'Aaron's 499 de 2009.
Cette puissance réduite affecte d'une part la vitesse maximale atteinte par les voitures, mais aussi d'autre part le temps nécessaire aux voitures pour atteindre leur pleine vitesse, un tour de circuit étant parfois nécessaire. Les courses actuellement disputées à Talladega sont extrêmement serrées, les voitures se retrouvant souvent en trois voire quatre rangées côte à côte, la piste étant assez large pour permettre de telles configurations. Il est également très difficile de se détacher du peloton des voitures.

## La malédiction de Talladega
La piste de Talladega a la réputation d'être maudite à cause de nombreux événements assez étranges. Les explications sur l’origine de cette malédiction varient. Certains prétendent qu’une tribu d'amérindiens locaux avaient organisé des courses de chevaux sur le site actuel du circuit et qu'une malédiction était née à la suite du décès d'un chef de tribu tombé de cheval lors d'une de ces courses. D'autres prétendent que le site du circuit n'est autre qu'un cimetière indien. Une autre version prétend que, la tribu locale ayant été chassée par une des tribus Creeks pour avoir collaboré avec l'armée conduite par Andrew Jackson pendant la Creek War de 1813 à 1814, le chaman de cette tribu lança une malédiction sur la vallée.
Depuis la construction de la piste, de nombreux événements inhabituels ainsi que des accidents mortels inattendus ont alimenté les rumeurs de cette malédiction.
Dans le Talladega 500 de 1973, Larry Smith, le NASCAR (rookie de l’année en NASCAR Cup Series) décède des suites de blessures graves à la tête encourues lors d'un accident le mettant seul en cause. Les commentateurs de l'époque estimait que bien que le choc fut important, il n'aurait pas du entrainer le décès du pilote. Plus tard au cours de la même course, le pilote Bobby Isaac décide de s'arrêter, range sa voiture et déclare qu'il arrête la compétition automobile. Il ne participera plus à aucune autre course jusqu’en 1974. Il expliquera que quelque chose lui avait dit d'abandonner : « Je n'ai pas su que faire d'autre sinon y obéir » (« Something told me to quit. I don't know anything else to do but abide by it »).
En 1977, au décès de Bobby Isaac en 1977, son ami et collègue Ned Jarrett déclare aux reporters que la raison pour laquelle Isaac avait rangé sa voiture à Talladega était  qu’il « avait entendu une voix qui lui avait dit d'arrêter».
Pendant de la Winston 500 de 1974, Don Miller, un mécanicien de Roger Penske est occupé à travailler sur la voiture conduite par Gary Bettenhausen (en) de l'écurie AMC Matador. Cette voiture est alors heurtée par une autre dans la ligne des stands. Miller est coincé entre le mur des stands et la voiture de Bettenhausen. Il perd l'usage d'une jambe.
Lors du Talladega 500 de 1974, quelques mois après, les voitures de dix pilotes parmi les onze meilleurs temps de qualification sont retrouvées sabotées la nuit avant la course et cela de façon très élaborée. Même si les dommages causés sont réparés avant le début de la course, le coupable n'a jamais été retrouvé,.
Lors de la Winston 500 de 1975, Randy Owens, beau-frère de Richard Petty et membre de l'écurie familiale Petty Enterprises (père de Trent Owens (en), actuel chef d'équipe de l'écurie NASCAR), est tué par l'explosion dans les stands d'une bonbonne d’air comprimé.
Pour certains, l'accident en 1987 de Bobby Allison décrit auparavant est une autre manifestation de la malédiction. 
En 1993, son fils, Davey Allison, décède lors d'un accident d’hélicoptère survenu dans l'aire intérieure du circuit. Le même mois, le pilote Neil Bonnett (en) est impliqué dans un accident similaire à celui de Bobby Allison. Sa voiture décolle dans les airs et va percuter la clôture extérieure de la piste. Lors de l'Aaron'499 de 2009, Carl Edwards subi un accident similaire.
En 1996, Bob Loga, président de l'Automobile Racing Club of America, décède après un accident de circulation dans un parking.
Le court métrage The Legend of Hallowdega (en), réalisé en 2010 sous forme de comédie par Terry Gilliam, se réfère à la malédiction.

## Courses actuelles
- NASCAR Cup Series
  - Jack Link's 500
  - YellaWood 500
- NASCAR Xfinity Series
  - MoneyLion 300 (en)
- NASCAR Camping World Truck Series
  - Sugarlands Shine 250 (en)
- ARCA Racing Series
  - General Tire 200 (en)

Le circuit situé dans l'enceinte de la piste accueille également en hiver, le tournoi de frisbee dénommé le Birmingham Ultimate Disc Association Mud Bowl.

## Records
- 24 mars 1970 : Buddy Baker, pilote de l'écurie Chrysler Engineering à bord de la Dodge Charger Daytona no 88, devient officiellement le premier pilote à franchir la barrière des 200 milles (321,8688 km) à l'heure en parcourant un tour de circuit à la moyenne de 200,447 milles (322,588 km) à l'heure. Cette performance constituait à l'époque le record mondial de vitesse sur circuit fermé pour tout type de véhicule. Le record avait été calculé par les équipements officiels de la NASCAR.

- 20 août 1971: Paula Murphy, "Miss STP", établit le record féminin sur circuit fermé avec une vitesse moyenne du tour de 171,449 milles (275,92 km) à l'heure.

- 3 août 1974 : A. J. Foyt établi un nouveau record du tour, moyenne de 217,854 milles (350,602 km) à l'heure, lors d'une course d'exhibition en voiture Indy car[21].

- 9 août 1975 : Mark Donohue établit un nouveau record du monde de vitesse en parcourant un tour à une moyenne de 221,160 milles (355,923 km) à l'heure, à bord d'une Porsche 917-30. Ce record mondial est maintenu pendant quatre années et reste le record des États-Unis jusqu'en 1986.

- 6 mai 1984 : Au cours du Winston 500, il sera comptabilisé septante cinq changements de leader ce qui constitue un record dans le sport automobile[22].

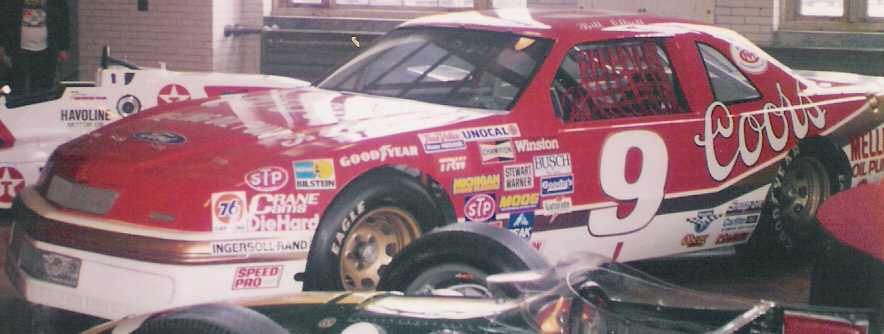
La voiture de Bill Elliott ayant établi pour la catégorie stock car un record de vitesse en qualification avec une vitesse moyenne de à l'heure.

- 5 mai 1985 : Bill Elliott établit le record d'une course de 500 miles en gagnant le Winston 500 à la vitesse moyenne de 186,288 milles (299,801 km). Elliott remporte la course malgré d'une part un arrêt aux stands en début de course à cause d'une conduite d'huile cassée qui lui fait perdre deux tours sur ses concurrents et malgré seulement deux neutralisations de courses (drapeau jaune). Elliott rattrape tout son retard lors d'une longue période de course sous drapeau vert. Son record résiste jusqu'en 1990, jusqu'à ce qu'Al Unser Jr. remporte la CART Michigan 500 sur le Michigan International Speedway à une vitesse moyenne de 189,727 milles (305,336 km) à l'heure. Mark Martin battra ce nouveau record plus tard (voir ci-dessous).

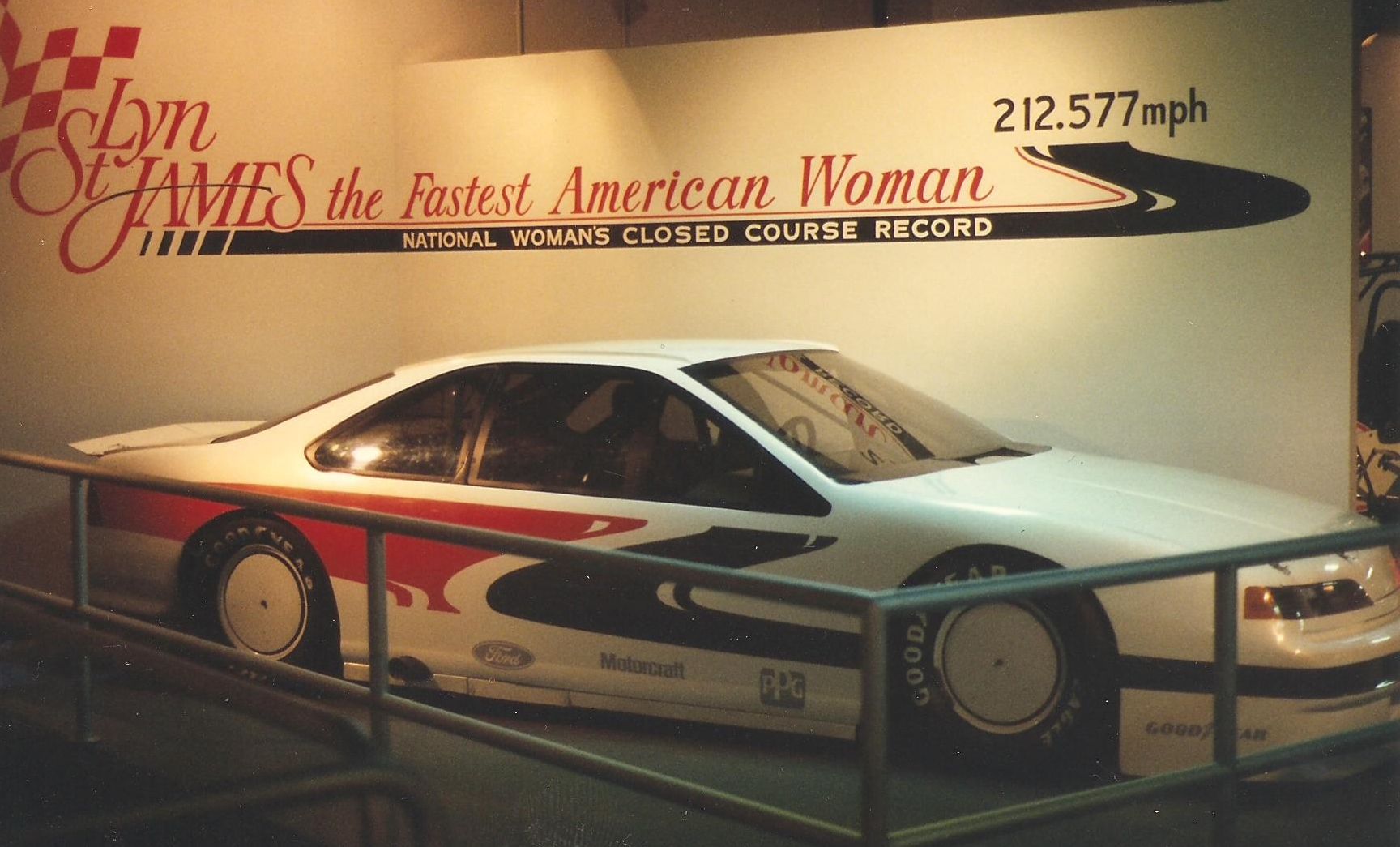
La voiture de la pilote Lyn St. James ayant établi le record du tour féminin du circuit.

- 26 novembre 1985 : Lyn St. James établit le record féminin en circuit fermé avec une vitesse moyenne de 200 milles (321,869 km) à l'heure.
- 24 mars 1986 : Bobby Unser établi le record sur circuit fermé avec une Audi quatre roues motrices modèle 5000 CS Turbo Quattro avec une vitesse moyenne de 206,825 milles (332,853 km) à l'heure et avec une vitesse maximale atteinte de 350 kilomètres (217,48 mi). La voiture était conforme aux règles de la NASCAR.
- 1986 : L'écurie Saab Long Run établit deux records du monde (et 21 records nationaux) avec trois SAAB 9000 Turbo de série : 100 000 kilomètres (62 137,1192 mi) parcourus à une vitesse moyenne de 213,299 kilomètres (132,538 mi) à l'heure, et 50 000 milles (80 467,2 km) parcourus à une vitesse moyenne de 213,686 kilomètres (132,778 mi).

- 30 avril 1987 : Bill Elliott établit le record de vitesse NASCAR en qualification (se qualifiant en pole position pour le Winston 500) avec une vitesse moyenne de 212,809 milles (342,483 km). Ce record tient toujours puisque depuis 1987, les voitures doivent être équipées de plaques de restriction.

- 11 octobre 1988 : Lyn St. James, à bord d'une Ford Thunderbird établit le record féminin de vitesse en circuit fermé avec une vitesse moyenne au tour de 212,577 milles (342,11 km).

- 14 décembre 1989: Patty Moise, à bord d'une Buick, établit le nouveau record féminin de vitesse en circuit fermé avec une vitesse moyenne au tour de 216,607 milles (348,595 km).

- 23 janvier 1990 : Patty Moise, à bord d'une Buick, établit un nouveau record féminin de vitesse en circuit fermé avec une vitesse moyenne au tour de 217,498 milles (350,029 km).

- 1996 : Saab établit un record d'endurance et de vitesse à bord de leur modèle Saab 900 Talladega.

- 10 mai 1997 : Mark Martin remporte le Winston Select 500, une course sans aucune neutralisation (drapeau jaune), à une vitesse record en NASCAR de 188,354 milles (303,126 km) à l'heure, presque dix ans après l'introduction des plaques de restriction.

- 15 octobre 2000 : Dale Earnhardt établit le record du nombre de victoires sur le circuit (10). C'est aussi sa 76e et dernière victoire avant son décès lors du Daytona 500 de 2001.

- 10 juin 2004 : Rusty Wallace, alors qu'il conduit une voiture de stock car non équipée de plaque de restriction pour le compte du sponsor Nextel en vue d'effectuer des tests de communications, parcourt un tour en 44,27 secondes à une vitesse de 216,309 milles (348,116 km) battant de plus de 7 dixièmes de seconde le vieux record de Bill Elliott[11].

- 25 avril 2010 : La course Aaron's 499 bat le record de 1984 puisque l'on y comptabilisera 88 changements de leaders. Elle établit aussi un autre record du sport automobile puisqu'elle aura connu 29 pilotes différents comme leader.

- 7 octobre 2012 : Un accident implique 25 voitures lors du dernier tour alors que Tony Stewart et Matt Kenseth se battent pour la victoire. Stewart entre en contact avec la voiture de Michael Waltrip et va percuter le mur supérieur de la piste dans le virage no 4. Un carambolage s'ensuit bloquant la piste. Jeff Gordon et Kyle Busch évitent cependant l'accident et Kenseth gagne la course[23]. La course aura connu 54 changement de leaders, record pour la saison 2012.

| En course                                     | Mark Martin  | mai 1997   | 188,354 milles (303,126 km) à l'heure                             |
| En qualification (sans plaque de restriction) | Bill Elliott | avril 1987 | 212,809 milles (342,483 km) à l'heure                             |
| En qualification (avec plaque de restriction) | Bill Elliott | mai 1990   | 199,388 milles (320,884 km) à l'heure (plaque de 15/16e d'inches) |
| En qualification (avec plaque de restriction) | Kyle Busch   | mai 2014   | 200,574 milles (322,793 km) à l'heure (1er tour de qualif.)       |

| + de victoire                       | 10    | Dale Earnhardt              |
| + de victoire (pilote encore actif) | 6     | Brad Keselowski             |
| + de victoire consécutive           | 4     | Dale Earnhardt, Jr.         |
| + Top 5                             | 12    | Dale Earnhardt              |
| + Top 5 (pilote encore actif)       | 8     | Joey Logano, Jamie McMurray |
| + Top 10                            | 27    | Dale Earnhardt              |
| + Top 10 (pilote encore actif)      | 20    | Kurt Busch                  |
| + de départs                        | 61    | Dave Marcis, Terry Labonte  |
| + de pole position                  | 8     | Bill Elliott                |
| + de tour terminé                   | 10181 | Michael Waltrip             |
| + de tour en tête                   | 1377  | Dale Earnhardt              |
| Meilleure place moyenne au départ ~ | 3.6   | Bobby Isaac                 |
| Meilleur moyenne à l'arrivée ~      | 5.6   | Pete Hamilton               |

~ : Calcul basé sur minimum 5 départs effectués - dernière mise à jour le 1er octobre 2023.

## Premières victoires de leur carrière en NASCAR CupSeries
Plusieurs pilotes ont gagné leur toute première course de leur carrière sur le circuit de Talladega. Au 5 mai 2025, douze pilotes sont dans ce cas :
- Davey Allison, 19 victoires en NCS dont 3 à Talladega
- Ron Bouchard~
- Richard Brickhouse~
- Dick Brooks~
- Bobby Hillin, Jr.~
- Brad Keselowski,17 victoires en NCS dont 3 à Talladega - pilote toujours actif
- Phil Parsons~
- Lennie Pond~
- Ken Schrader, 4 victoires en NCS
- Brian Vickers, 3 victoires en NCS
- Ricky Stenhouse Jr., 3 victoires en NCS
- Bubba Wallace, 2 victoires en NCS

~ : Cette victoire constitue leur seule victoire en Cup Series en cours de saison 2025.

## Galerie photos

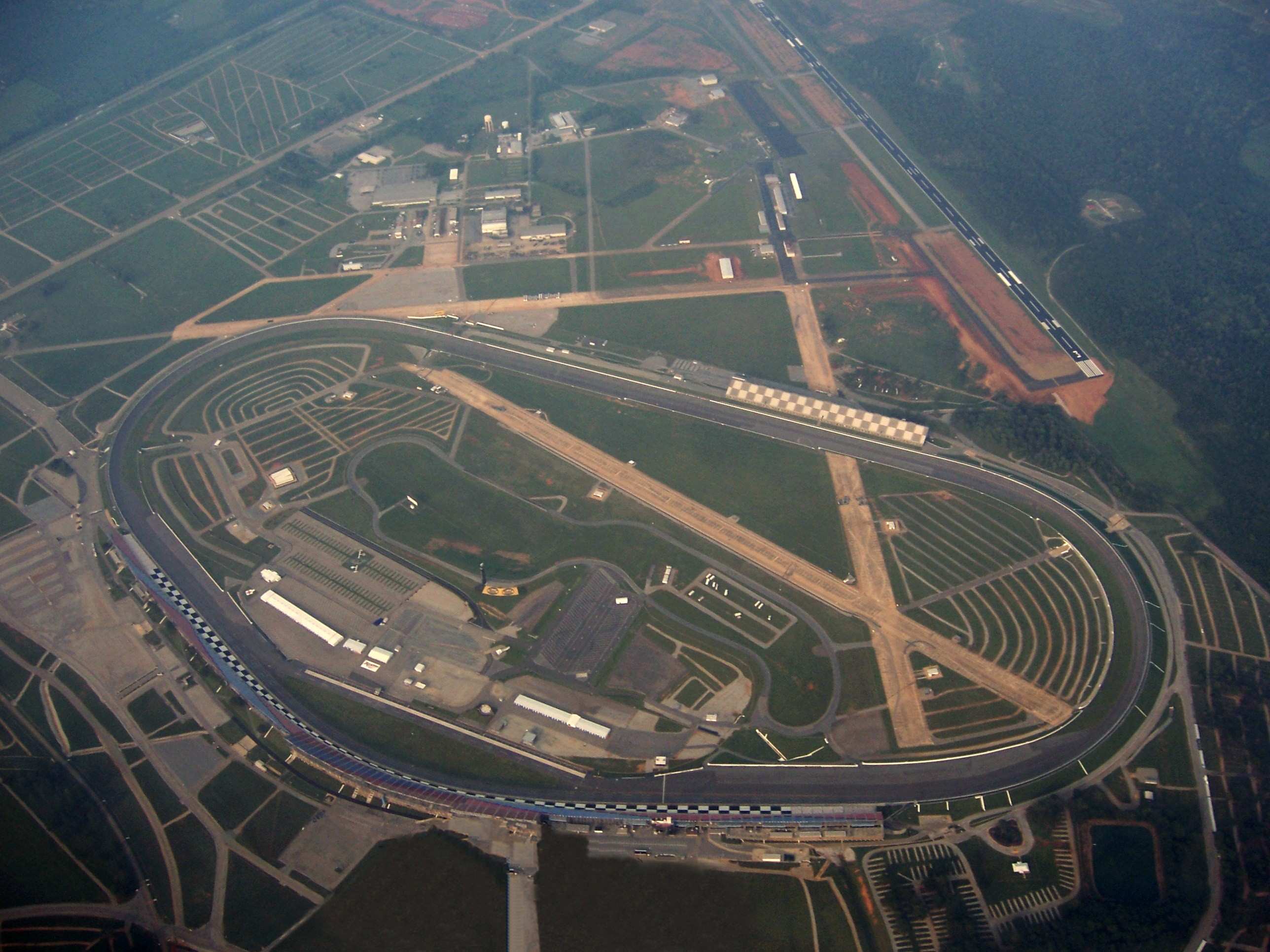
Vue aérienne du circuit
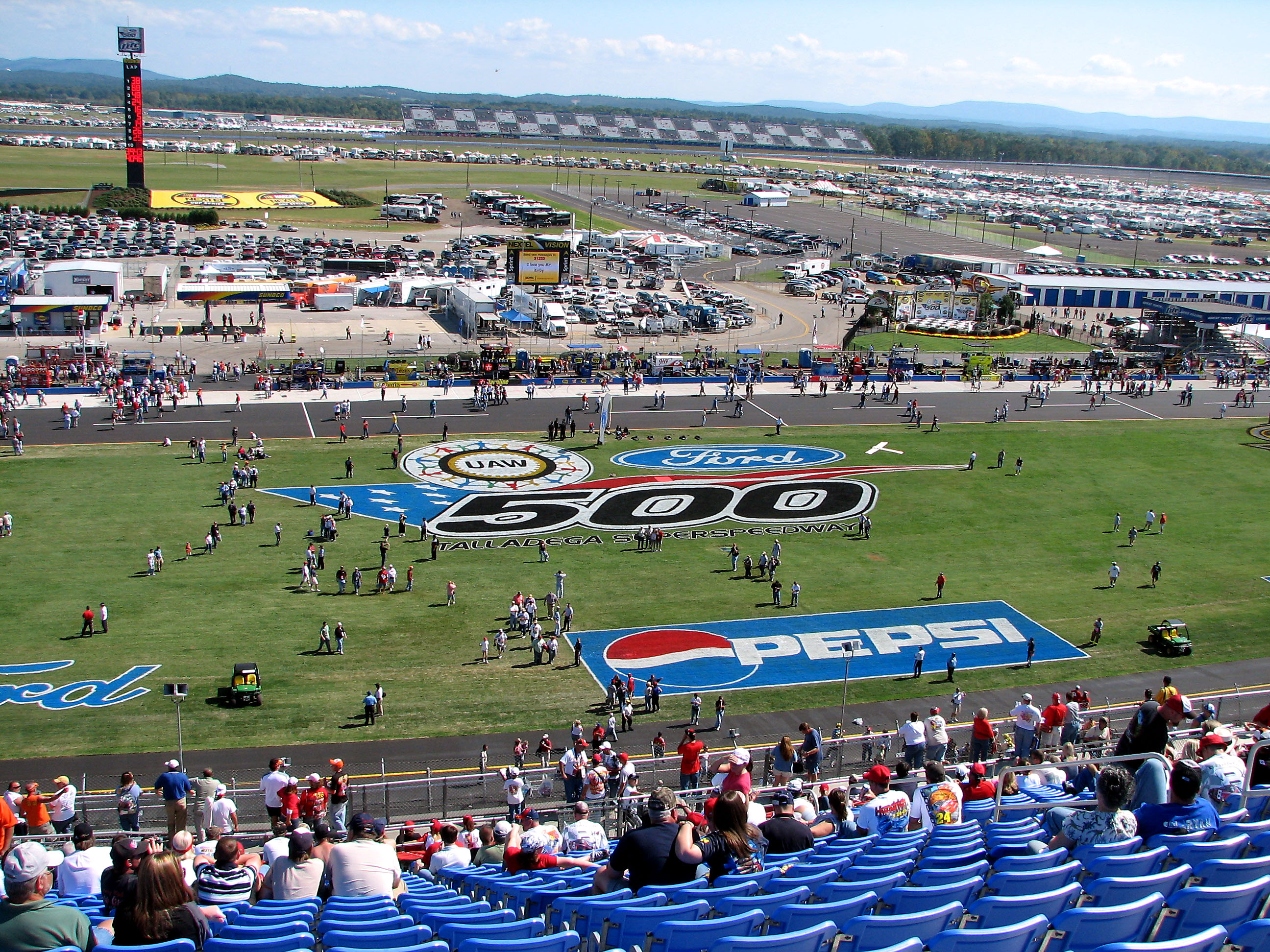
Circuit avant la course de 2006.
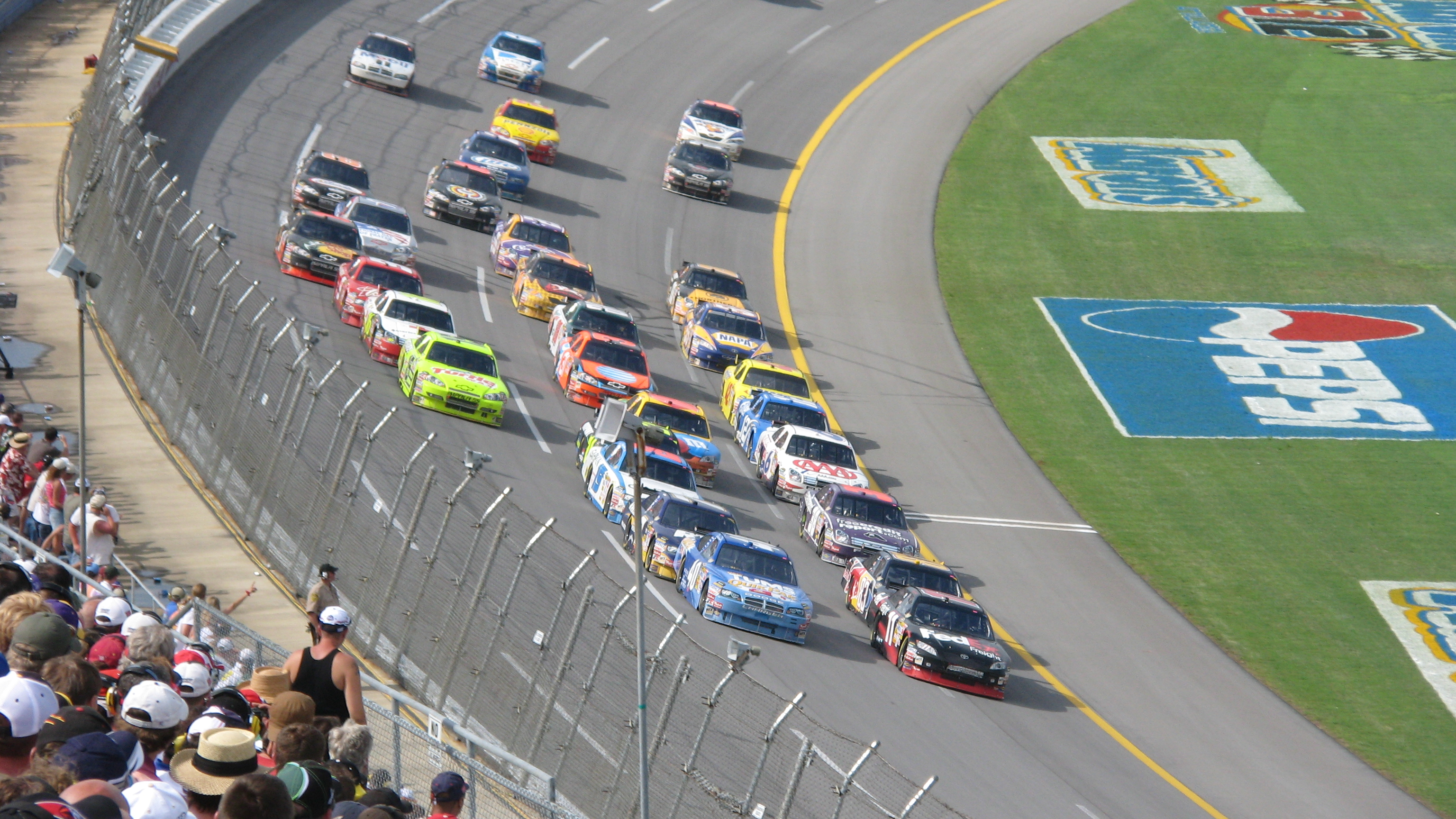
Denny Hamlin en tête lors de l'Aaron's 499 de 2008 avec David Stremme à ses côtés.

## Films et télévision
- 2006 : Talladega Nights: The Ballad of Ricky Bobby
- 2007 : Postcards from Buster (en) This Just In !